# Stanhopea wardii
Stanhopea wardii är en orkidéart som beskrevs av Conrad Loddiges och John Lindley. Stanhopea wardii ingår i släktet Stanhopea och familjen orkidéer. Inga underarter finns listade i Catalogue of Life.

## Bildgalleri

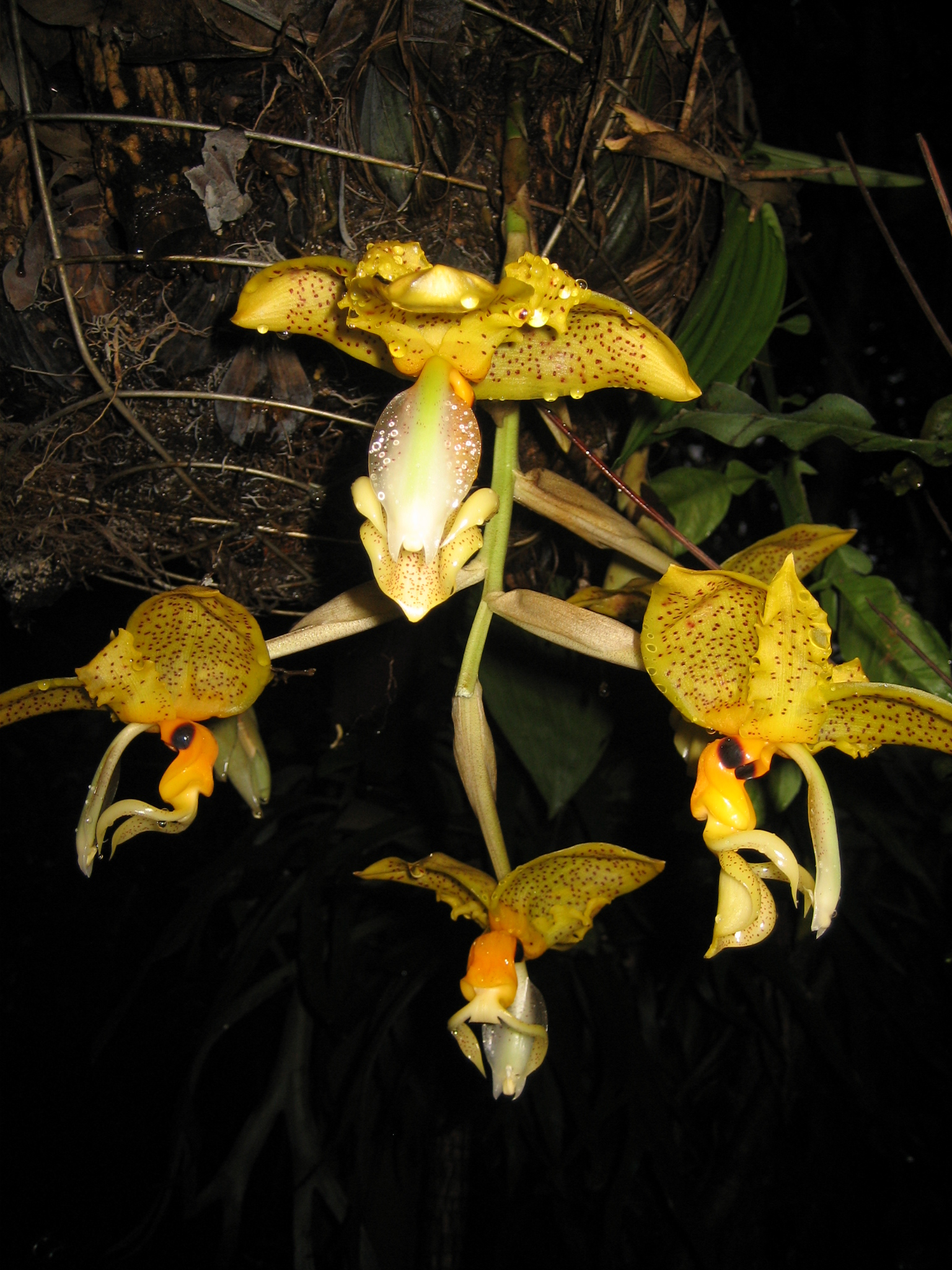
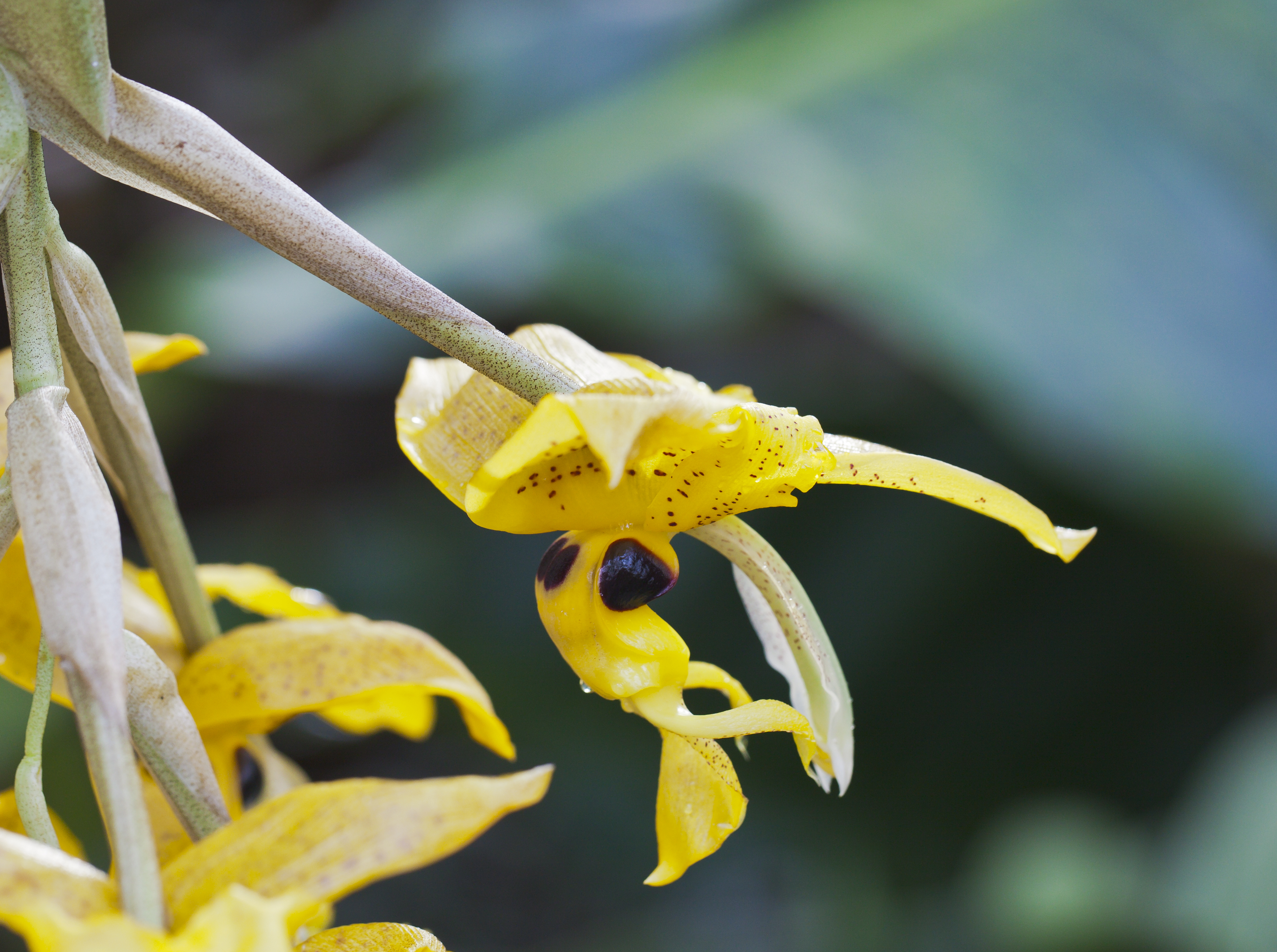
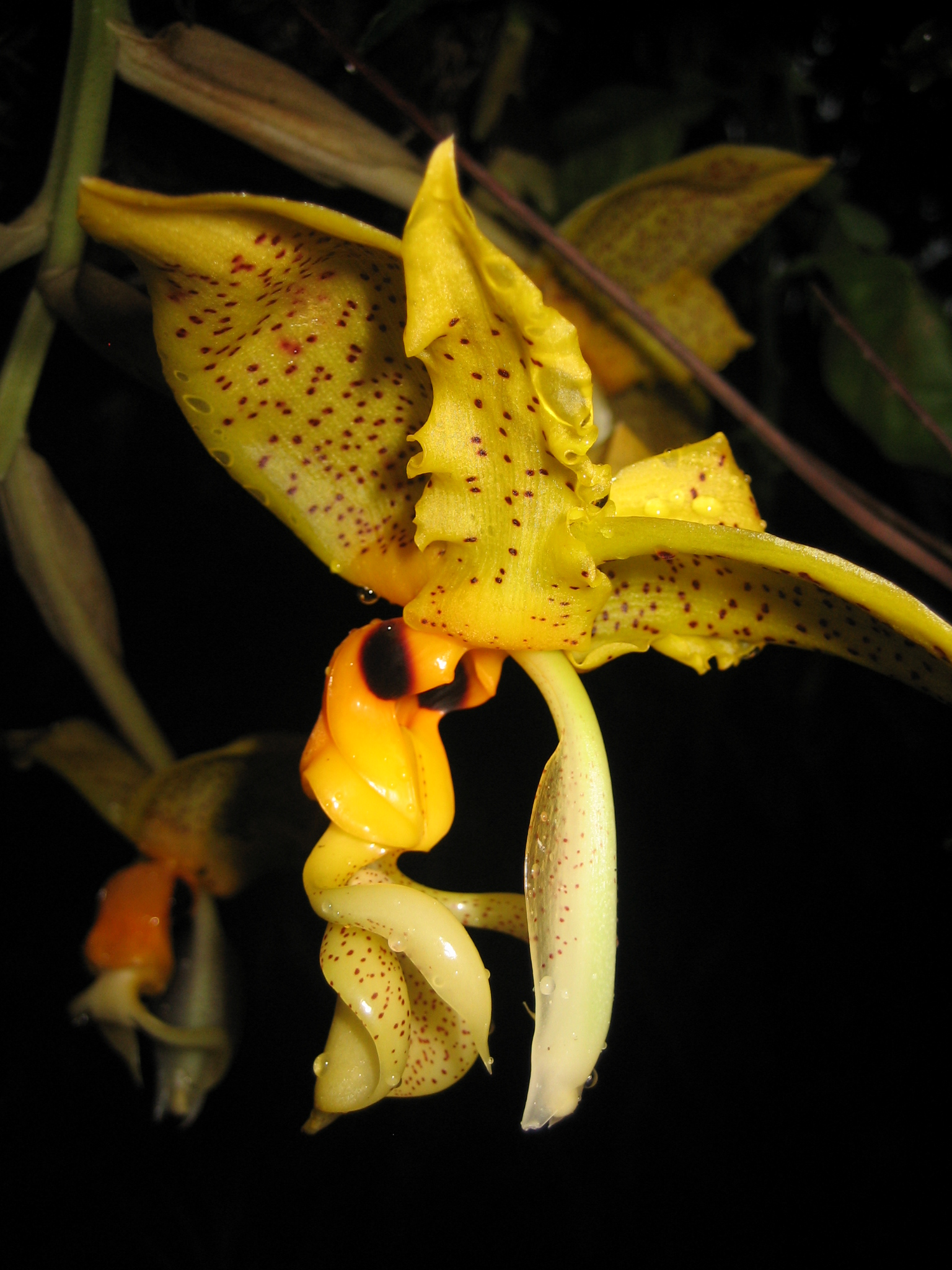
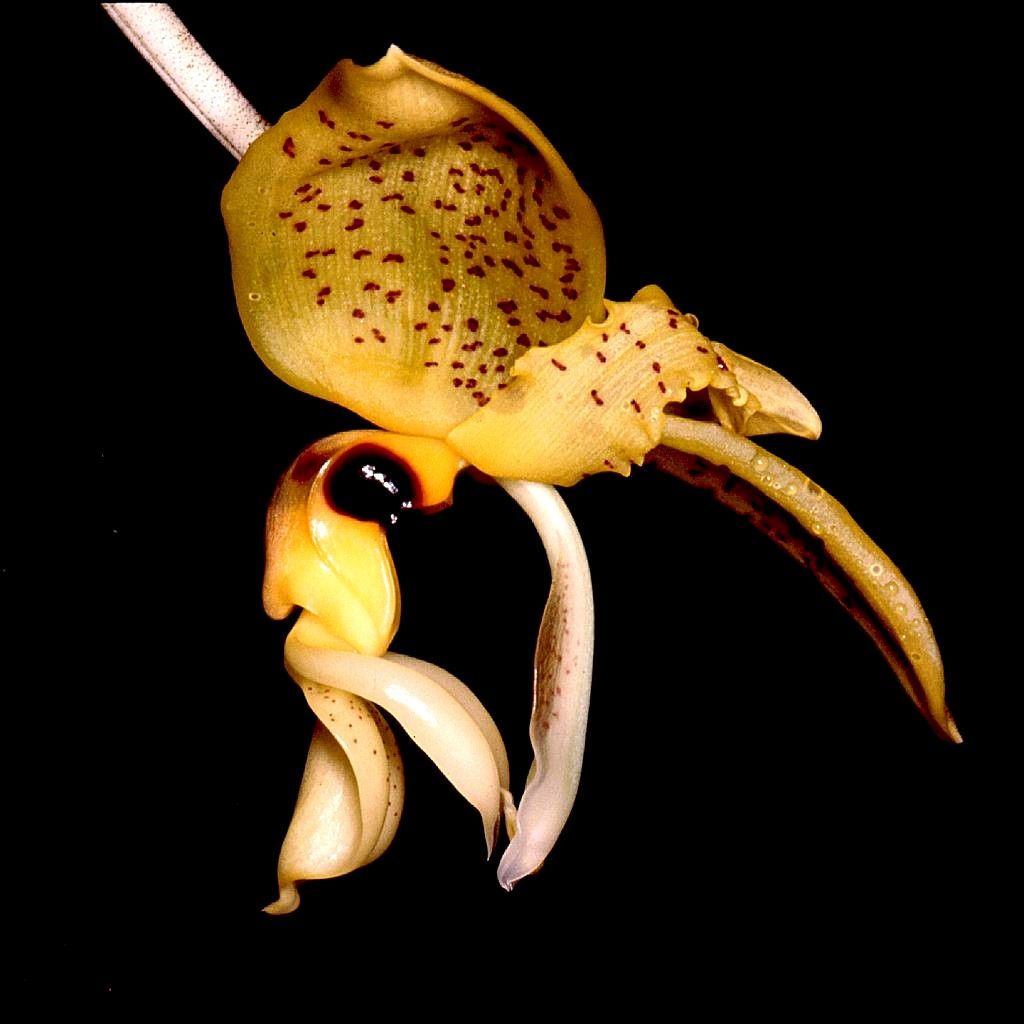
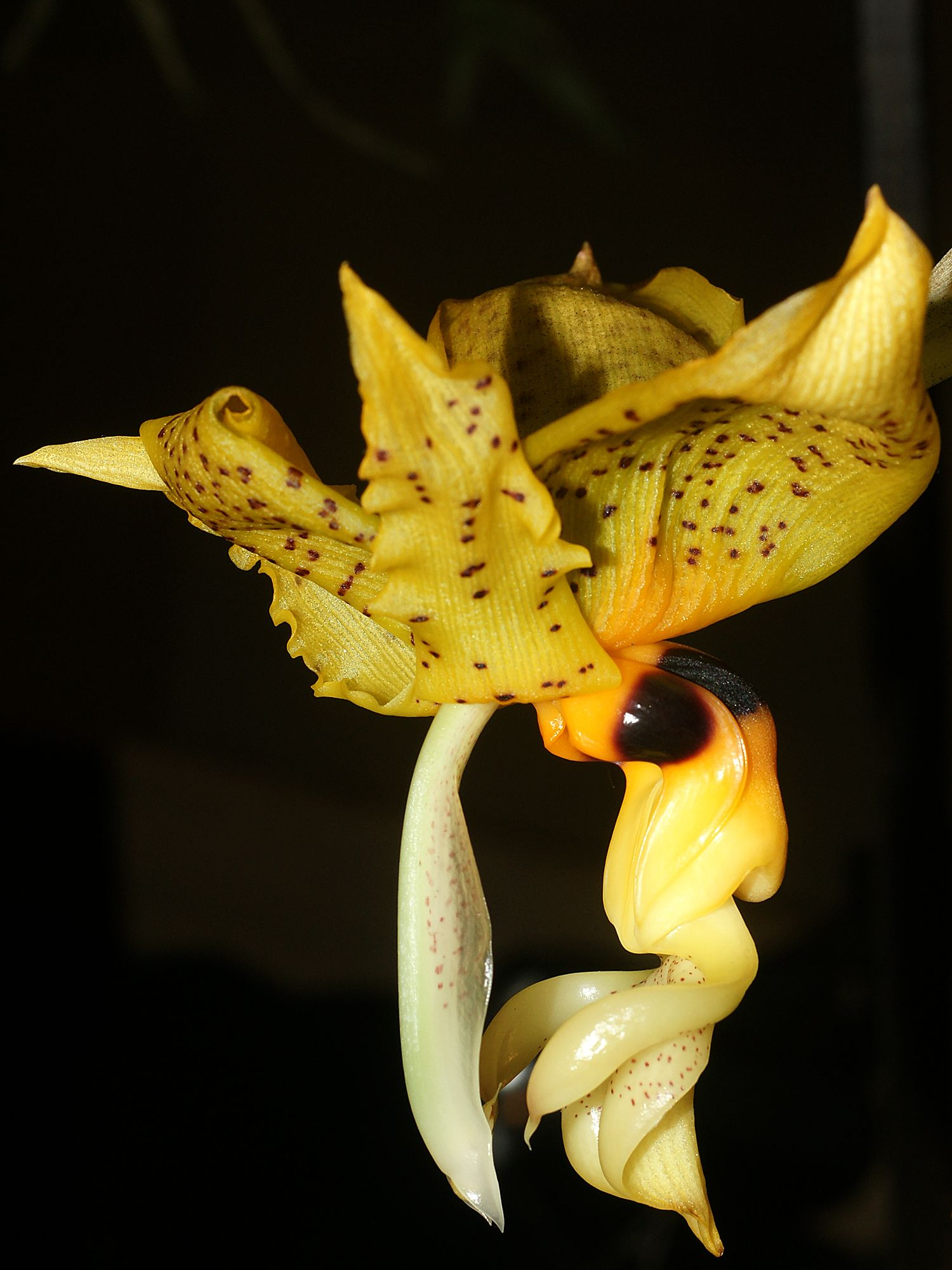
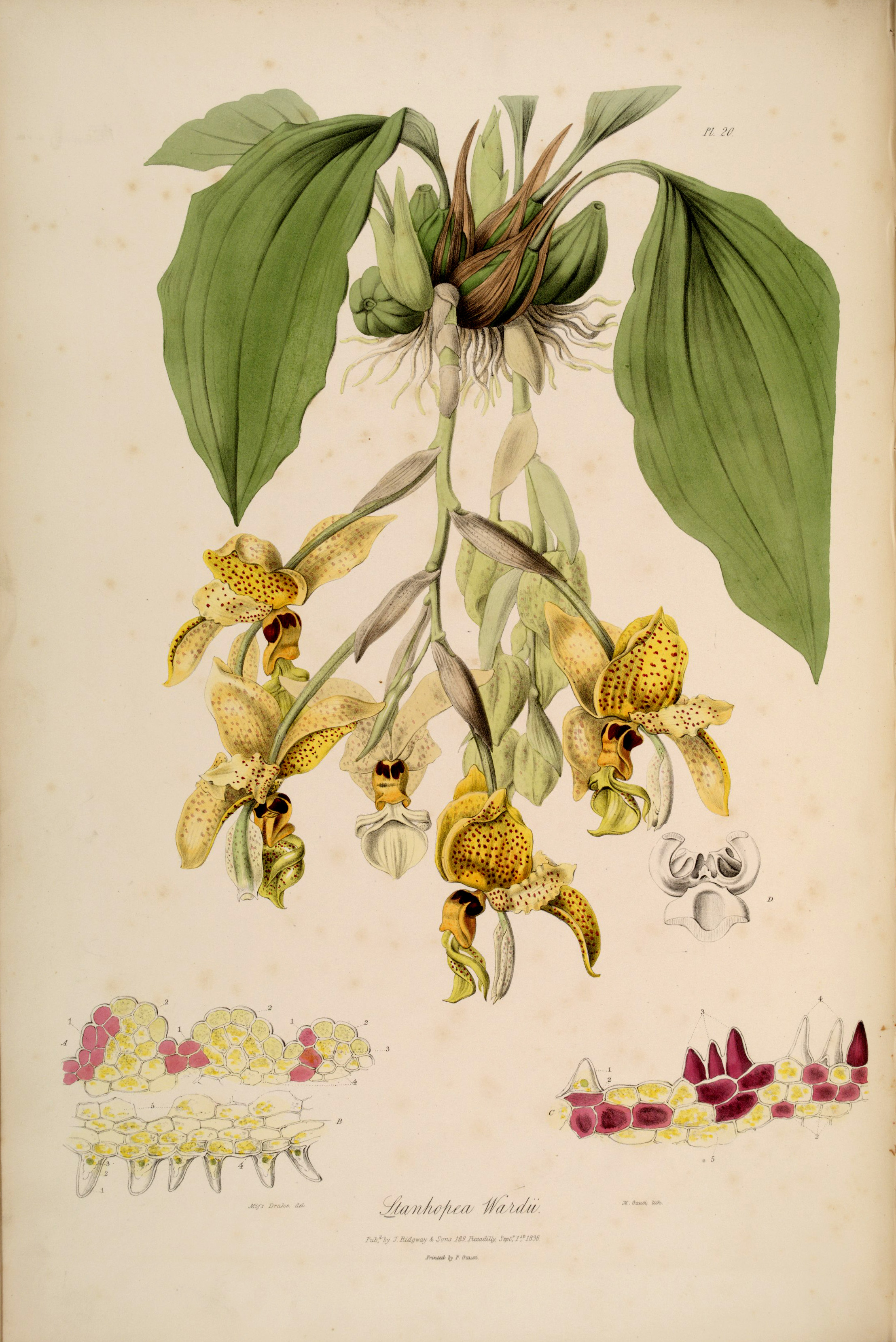